# Metro Media Transilvania
Metro Media Transilvania (MMT) este o companie de cercetare de piață și cercetare socială din Cluj-Napoca, România.
Compania a fost înființată în anul 1994 de Vasile Dâncu.
Cifra de afaceri în 2009: 0,7 milioane euro.